# 田荊
田荊（1484年—？），字廷友，陝西臨洮府蘭州軍籍直隸蠡縣人，明朝政治人物。

## 生平
陝西鄉試第四十八名舉人。正德六年（1511年）中式辛未科會試第二百二名，登第三甲第八十九名進士。改庶吉士，八年十月授兵科给事中，十二年二月升四川按察司佥事，十五年六月考察閑住。

## 家族
曾祖田永寧；祖父田義；父田垕（1438年-1504年），字宗坤。嫡母高氏；生母劉氏。慈侍下。。兄田萬、弟田芹、田藻。